# Alexander von Lavergne-Peguilhen
Pour les articles homonymes, voir Lavergne.
Alexander von Lavergne-Peguilhen, né le 24 juin 1803 à Berlin et mort le 29 août 1867 à Neidenburg, est un administrateur et parlementaire prussien.

## Biographie
Junker descendant d'une famille de huguenots français, Alexander von Lavergne-Peguilhen préside à partir de 1839 l'arrondissement de Neidenburg (de).
Membre du Parti conservateur prussien, il siège comme député au Parlement de Francfort réuni du 18 mai au 7 octobre 1848. 
Il participe ensuite aux travaux de l'Assemblée Constituante de la Confédération de l'Allemagne du Nord en 1867, à laquelle il est convoqué comme représentant des circonscriptions électorales de Königsberg, Osterode et Neidenburg.
Il était le frère de l'historien et économiste Moritz von Lavergne-Peguilhen.